# Gaffelgräsfly
Gaffelgräsfly (Cerapteryx graminis) är en fjärilsart som beskrevs av Carl von Linné 1758. Gaffelgräsfly ingår i släktet Cerapteryx och familjen nattflyn. Arten är reproducerande i Sverige. Inga underarter finns listade i Catalogue of Life.

## Bildgalleri

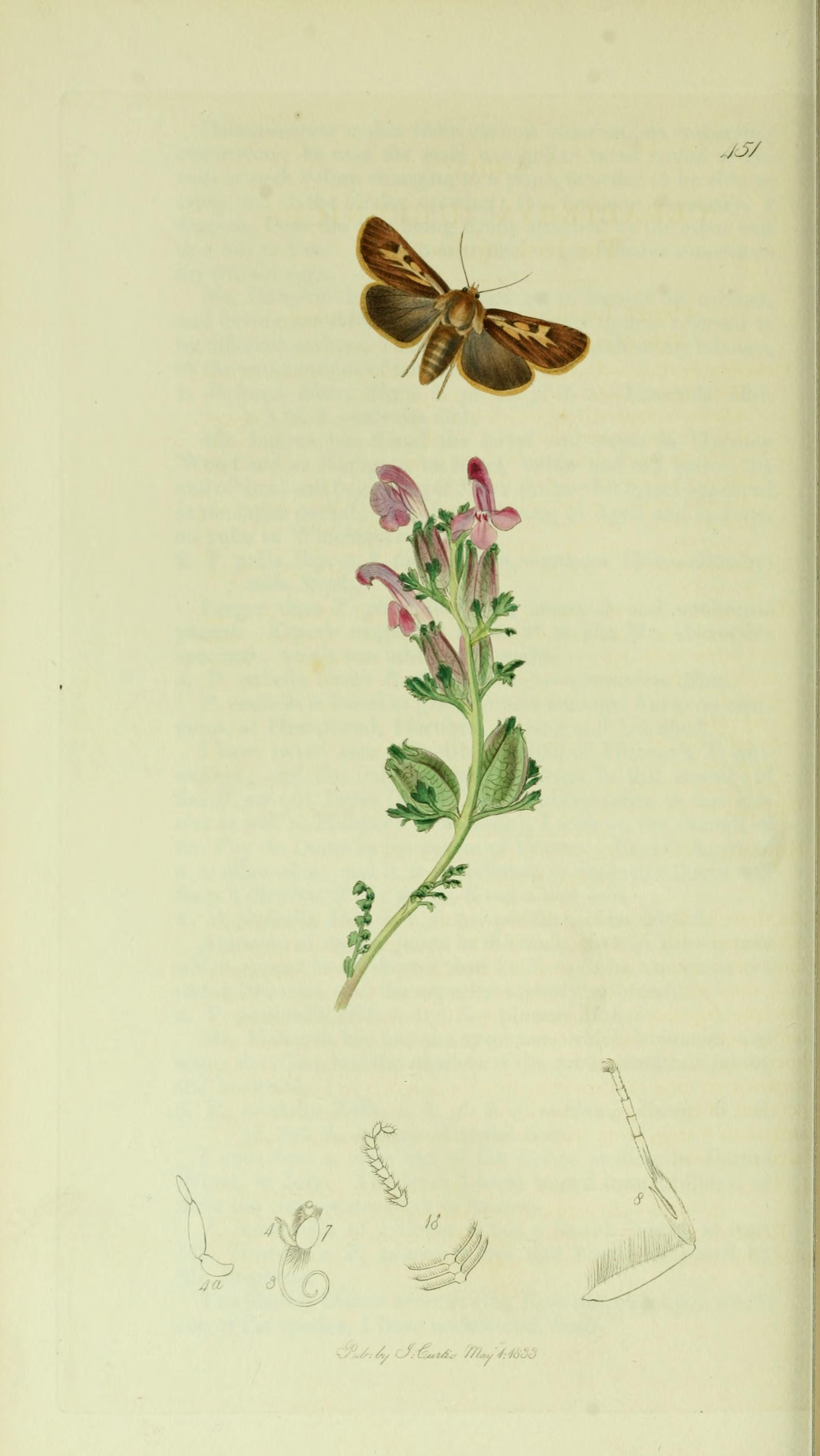
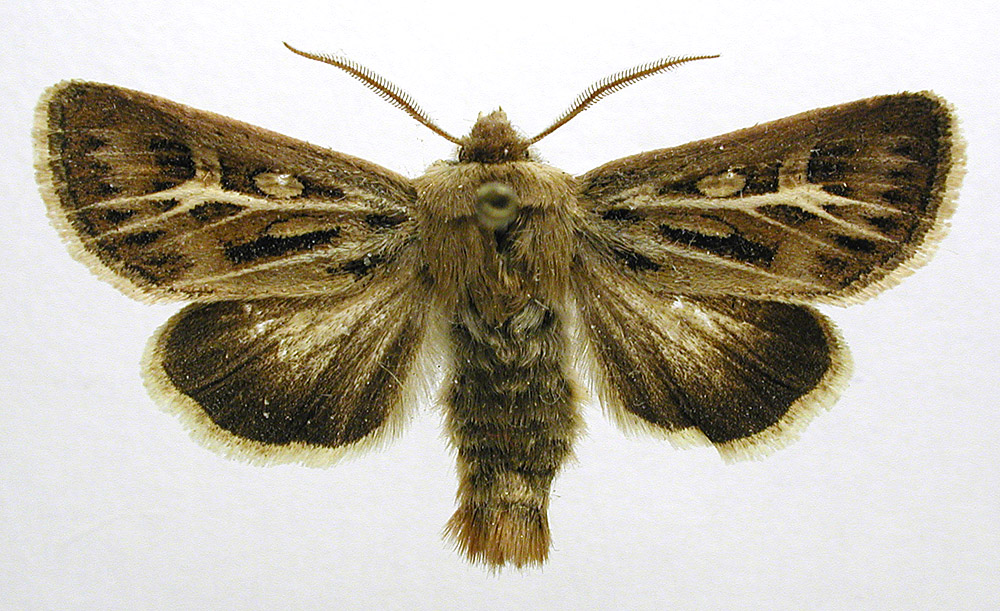